# Salenstein
Salenstein es una comuna suiza del cantón de Turgovia, situada en el distrito de Kreuzlingen. Limita al norte con la comuna de Reichenau (DE-BW), al este con Ermatingen, al sur con Raperswilen, y al oeste con Berlingen.
Hasta el 31 de diciembre de 2010 situada en el distrito de Steckborn.

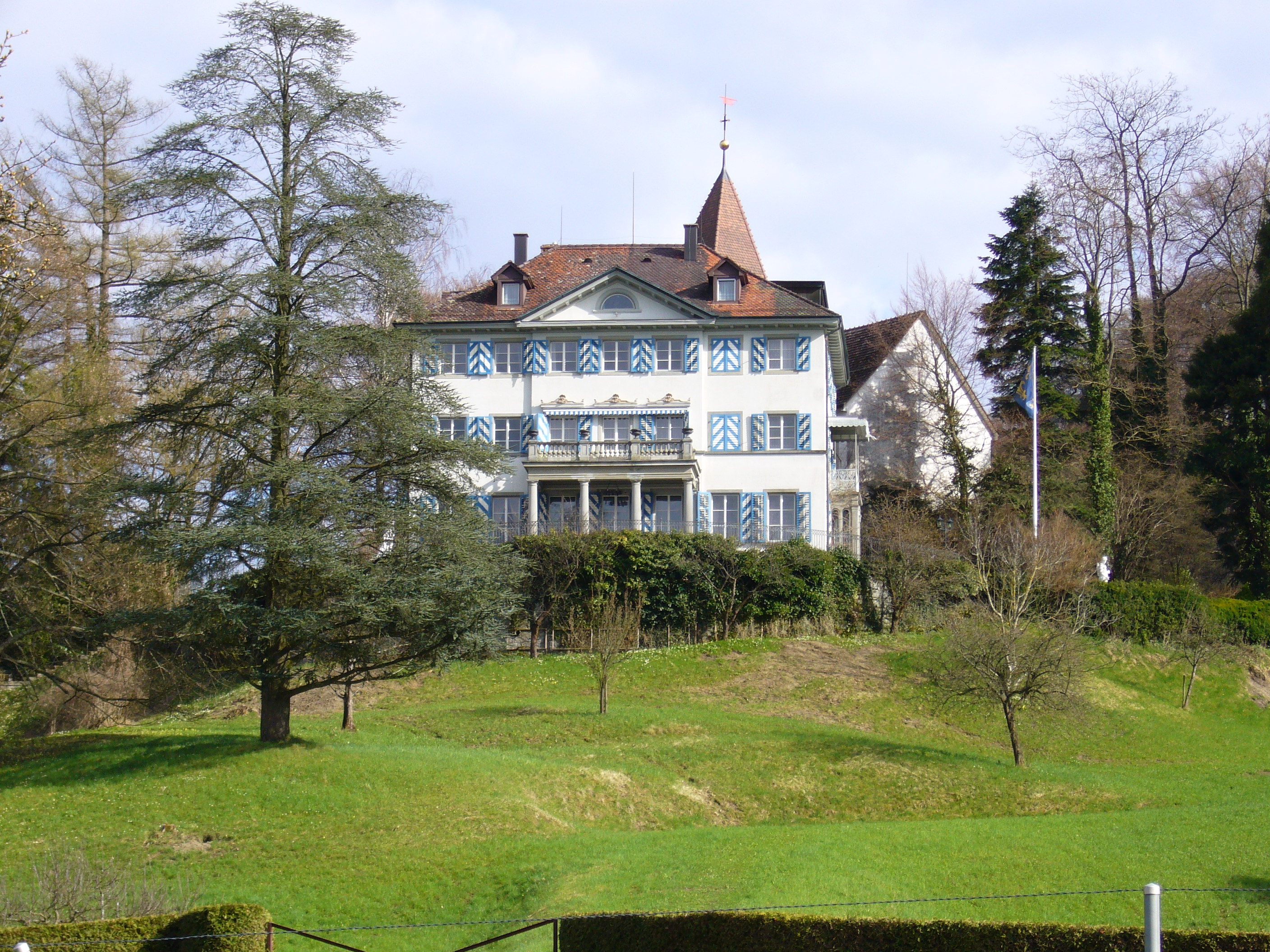
Louisenberg, Salenstein.

## Transportes
Ferrocarril
Cuenta con una estación ferroviaria en la que efectúan parada trenes de cercanías pertenecientes a la red S-Bahn San Galo.